# Eusthenopteron
Eusthenopteron es un género de peces sarcopterigios que ha logrado estado de icono debido a su anatomía cercana con la de los tetrápodos. La visión científica usual de este animal lo mostraba emergiendo del agua para desplazarse por tierra; no obstante los paleontólogos actuales convienen mayoritariamente  en que era un animal pelágico. El género Eusthenopteron se conoce bien debido al hallazgo de restos de varias especies que vivieron durante el último período Devónico, hace cerca de 385 millones de años, en aguas dulces y saladas de Norteamérica y Europa. Eusthenopteron fue inicialmente descrito por J. F. Whiteaves en 1881, como parte de una gran colección de peces fósiles obtenidos en Miguasha, Quebec. Su nombre quiere decir "aleta fuerte".

## Descripción anatómica

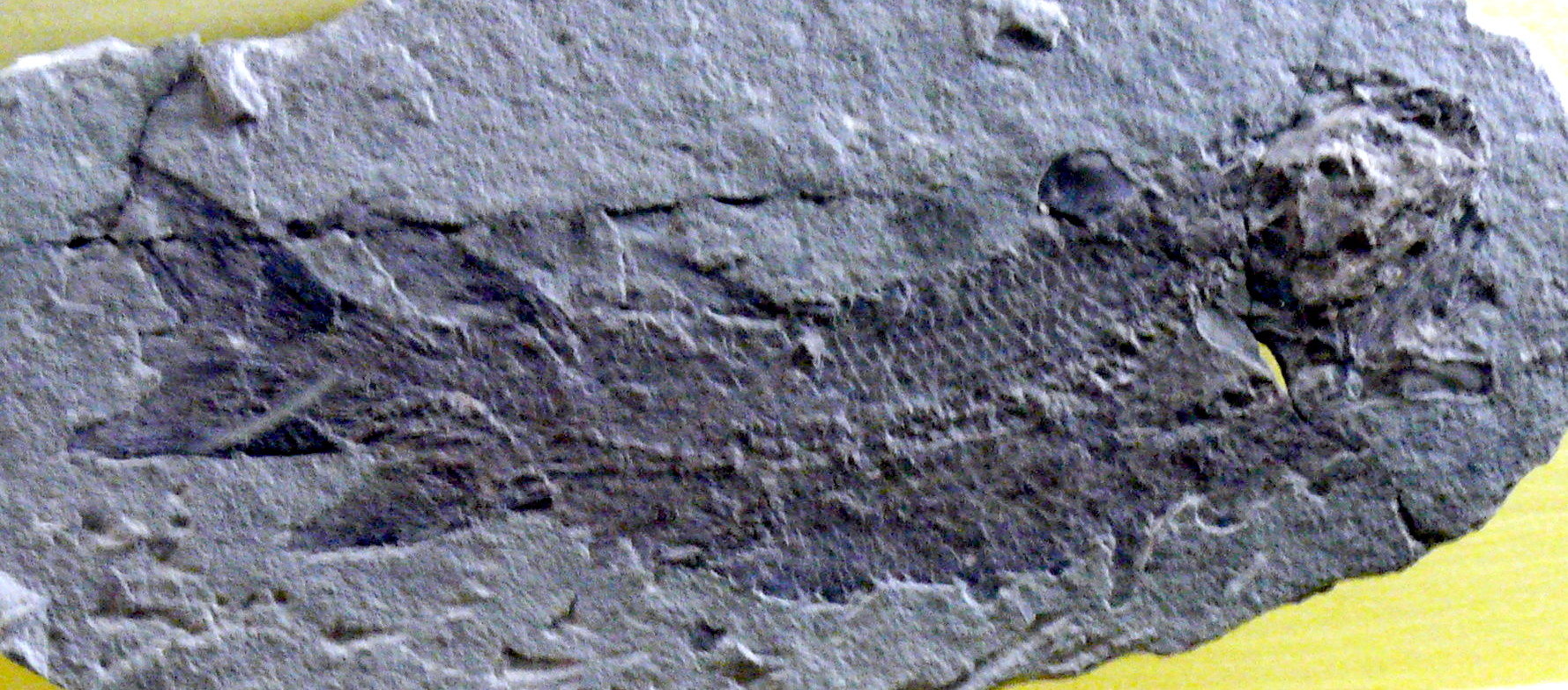
Eusthenopteron foordi.

Anatómicamente, Eusthenopteron comparte muchas características únicas con los primeros tetrápodos conocidos. Tiene en común, por ejemplo, un patrón similar en los huesos que asientan en el cráneo con las formas de Ichthyostega y Acanthostega. Eusthenopteron, como otros peces tetrapodomorfos, tenía las ventanas de la nariz internas, característica que se encuentra solamente en animales terrestres y sarcopterigios. También tenía dientes laberintodontes, lo que constituye un rasgo común de todos los tetrápodos primitivos.
Como los otros sarcopterigios basales, Eusthenopteron tenía un cráneo bipartito, que se abisagraba hacia la mitad a lo largo del empalme intracraneal. La notoriedad de Eusthenopteron proviene del patrón del endoesqueleto de sus aletas, que lleva un húmero, un cúbito, y un radio (en la aleta delantera) y un fémur, una tibia, y una fíbula distintos (en la aleta pélvica). Este es el patrón característico de los tetrápodos. Ahora se sabe que es un rasgo general de las aletas de todos los sarcopterigios fósiles. Se cree que estas fuertes aletas ayudaban a Eusthenopteron a desplazarse reptando durante épocas de sequía, en busca de un nuevo hábitat acuático. Dichos movimientos fuera del agua también eran posibles gracias a la posesión de pulmones además de agallas. 
Tenía unas dimensiones de entre 30 y 60 centímetros. Su cola era característica, ya que su perfil era curvo y rematado en tres puntas, a modo de tridente. La aleta posterior debió de proporcionarle al animal la capacidad de realizar impulsos rápidos, imprescindibles tanto para la caza como para la huida. 

La especialización de los vertebrados del Devónico Superior produjo que peces de aletas lobulares como Panderichthys tuvieran ascendientes como Eusthenopteron que podían respirar aire en charcas pantanosas; como Tiktaalik cuyas aletas similares a patas pudieron llevarlo a tierra, precediendo a los primeros tetrápodos anfibios como Acanthostega, cuyos pies tenían ocho dígitos, e Ichthyostega cuyos miembros eran bien desarrollados. Los sarcopterigios evolucionaron hacia formas como los celacantos que aún existen hoy en día.

## Sistemática
Eusthenopteron se diferencia perceptiblemente de tetrápodos posteriores del Carbonífero en la ausencia evidente de una etapa larval reconocida y de una metamorfosis definitiva. Incluso en el espécimen más pequeño conocido de E. foordi (de 29 milímetros), la lepidotriquia cubre todas las aletas, lo cual no sucede sino hasta después de la metamorfosis en géneros como Polyodon. Esto puede indicar que Eusthenopteron se desarrollaba directamente, con la forma general del cuerpo del adulto ya presente en los alevines.

## Paleobiología
Durante el Devónico las estaciones secas y calurosas eran muy duras, provocando grandes problemas a muchas especies acuáticas. Cuando bajaba el nivel de las charcas y los lagos, los peces se quedaban sin suficiente oxígeno, y probablemente morirían por la anoxia antes incluso del desecamiento total de la zona. Esta situación ejerció una presión selectiva que sólo géneros como Eusthenopteron estaban preparados para soportar. 